# Joshua Bluhm
Joshua Bluhm (Kiel, 11 de septiembre de 1994) es un deportista alemán que compite en bobsleigh en las modalidades doble y cuádruple.
Ganó cinco medallas en el Campeonato Mundial de Bobsleigh entre los años 2015 y 2020, y cinco medallas en el Campeonato Europeo de Bobsleigh entre los años 2017 y 2019. Participó en los Juegos Olímpicos de Sochi 2014, ocupando el séptimo lugar en la prueba cuádruple.

## Palmarés internacional
| Campeonato Mundial | Campeonato Mundial    | Campeonato Mundial | Campeonato Mundial |
| Año                | Lugar                 | Medalla            | Prueba             |
| ------------------ | --------------------- | ------------------ | ------------------ |
| 2015               | Winterberg (Alemania) | Medalla de plata   | Doble              |
| 2016               | Igls (Austria)        | Medalla de plata   | Doble              |
| 2017               | Königssee (Alemania)  | Medalla de oro     | Cuádruple          |
| 2017               | Königssee (Alemania)  | Medalla de bronce  | Doble              |
| 2020               | Altenberg (Alemania)  | Medalla de bronce  | Cuádruple          |
| Campeonato Europeo |                       |                    |                    |
| Año                | Lugar                 | Medalla            | Prueba             |
| 2017               | Winterberg (Alemania) | Medalla de oro     | Cuádruple          |
| 2017               | Winterberg (Alemania) | Medalla de plata   | Doble              |
| 2018               | Igls (Austria)        | Medalla de oro     | Cuádruple          |
| 2018               | Igls (Austria)        | Medalla de bronce  | Doble              |
| 2019               | Königssee (Alemania)  | Medalla de plata   | Doble              |